# 艾咪·史瑪特
艾咪·萊斯爾·史瑪特（英語：Amy Lysle Smart，1976年3月26日—）是一名知名的美國女演員，生於加州的托潘加峽谷，13歲即成為模特兒，16歲進入表演學校，18歲成為演員，名作有《連鎖蝶變》與《快克殺手》系列電影。曾獲選《Stuff雜誌-全球102位最性感女性》，排名第27名。2011年與卡特·奧斯特豪斯結婚。

## 作品
- 1998 絕命女煞星 Starstruck [1998]
- 1999 主力難當 Varsity Blues
- 2000 哈啦上路 Road Trip
- 2001 瘋狂世界 [2001] Rat Race
- 2002 神采公路 Interstate 60
- 2003 小電影製片家 Barely Legal
- 2003 放手一搏 The Battle of Shaker Heights
- 2004 征服偶像 Win a Date with Tad Hamilton
- 2004 警網雙雄 Starsky & Hutch
- 2004 連鎖蝶變 The Butterfly Effect
- 2005 謝謝！再聯絡 Just Friends
- 2005 星運急轉彎 Bigger Than the Sky
- 2005 絕世好男 The Best Man
- 2006 深夜加油站遇見蘇格拉底 Peaceful Warrior
- 2006 快克殺手 Crank
- 2008 兇鏡 Mirrors
- 2008 愛在舞動 Love N' Dancing
- 2008 七月鬼門開 Seventh Moon
- 2009 快克殺手2 : 極速電擊 Crank 2: High Voltage
- 2010 亡命邊緣 Dead Awake
- 2011 落難三兄弟 The Reunion[2011]
- 2013 7500鬼航班 7500
- 2014 黑幫追緝令 Bad Country

## 外部連結
- Amy Smart在互联网电影资料库（IMDb）上的資料（英文）